# Водоносний комплекс
Водоносний комплекс  — стратифікаційна гідрогеологічна одиниця, водоносна товща гірських порід, складова частина гідрогеологічної серії. Водоносний комплекс характеризується спільністю утворення літофаціального і петрографічного складу водоносних порід. Один від одного водоносні комплекси розмежовуються, як правило, потужними водотривами. Прилеглі один до одного водоносні комплекси розділені кутовою незгідністю, водовміщуючі породи в межах кожного з них мають близькі за значеннями колекторі властивості, а іноді і положення п'єзометричного рівня. В межах кожного конкретного водоносного комплексу можуть бути виділені водоносні горизонти.